# Ponyta
Ponyta (japanski: ポニータ Ponīta) jedan je od 1025 fiktivnih vrsta Pokémona iz medijske franšize Pokémon, skupa Pokémon videoigara, animiranih serija, manga stripova, knjiga, igraćih karata i drugih medija kojima je tvorac Satoshi Tajiri. Svrha je Ponyte u videoigrama, animiranoj seriji i manga stripovima, kao i svrha ostalih Pokémona, borba s divljim Pokémonima – neukroćenim stvorenjima koje igrači i likovi pronalaze dok kreću na razne avanture – i pripitomljenim Pokémonima drugih Pokémon trenera.

## Etimologijaimena
Ponytino ime dolazi od engleske riječi "pony" = poni, što znači mali konj, i sugerira da je ona manja od dva Pokémona konja (drugi je Rapidash), a španjolski sufiks -ita još više ističe njezinu veličinu (deminutiv). Moguće je i da je to skraćeni oblik engleske riječi ponytail = konjski rep, ili bi trebalo zvučati kao španjolska riječ bonita što znači lijepa.

## Pokédex podaci
- Pokémon Red/Blue: Kopita ovog Pokémona 10 su puta tvrđa od dijamanta. Sposoban je spljoštiti gotovo sve u kratkom vremenu.
- Pokémon Yellow: Sposobna je poduzimati veoma visoke skokove. Njena kopita te izdržljive noge upijaju šok teškog doskoka.
- Pokémon Gold: Slabašan je trkač netom nakon rođenja. Tijekom trčanja za roditeljima postaje sve brža i brža.
- Pokémon Silver: Njene stražnje noge, čija su kopita tvrđa od dijamanata, ritnut će bilo kakvu pojavu koju osjeti iz sebe.
- Pokémon Crystal: Vježbe preskakanja visoke trave koja raste svakim danom sve viša učinila ju je izrazito uspješnim skakačem.
- Pokémon Ruby/Sapphire: Ponyta je veoma slaba tijekom rođenja. Jedva se otisne na obje noge. Ovaj Pokémon postupno postaje sve snažniji trčeći i posrčući za svojim roditeljima.
- Pokémon Emerald: Ponyta je veoma slaba tijekom rođenja. Jedva se otisne na obje noge. Njegove noge postupno postaju sve snažnije dok trči i posrće za svojim roditeljima.
- Pokémon FireRed: Njeno je tijelo lagano, a noge nevjerojatno snažne. Sposobna je preskočiti kameno brdo Uluru u jednom skoku.
- Pokémon LeafGreen: Kopita ovog Pokémona 10 su puta tvrđa od dijamanta. Sposobna je spljoštiti gotovo sve u kratkom vremenu.
- Pokémon Diamond: Jedan sat nakon rođenja, ovom će Pokémonu izrasti vatrena griva i rep, dajući mu imresivnu pojavu.
- Pokémon Pearl: Njene noge postaju snažne dok trči za svojim roditeljima. Trči kroz polja i planine čitav dan.

## U videoigrama
Ponyta može biti uhvaćena u osam igara. U Pokémon Red i Blue može se naći u napuštenoj Pokémon vili na Cinnabar otoku. U Pokémon Yellow može ju se naći na stazi 17. U Pokémon Gold i Silver i u Pokémon Crystal može se pronaći na Planini Silveru i na stazama 22, 26, 27 i 28, a u Pokémon FireRed i LeafGreen nalazi se u blizini Planine žara i na cesti Kindle.
Ponyta može imati jednu od dvije Pokemon sposobnosti: Bježanje (Run Away) ili Bljesak vatre (Flash Fire). Bježanje joj omogućava da pobjegne iz bilo koje borbe, osim iz borbi u kojima je zarobljena, na primjer u borbi s Pokémonom koji ima sposobnost Arena zamke (Arena Trap) ili iz službenih borbi Pokemon lige. Bljesak vatre daje joj imunost na Vatrene napade, a ako ju protivnik napadne Vatrenim napadom, njeni Vatreni napadi postaju dvostruko jači.
Ponyta je među 20% najbržih Pokemona. Ponyta se smatra jednim od najboljih nerazvijenih Vatrenih Pokemona. Veoma je brza i ima odlične statistike (ukupne su joj statistike bolje čak i od Dugtria koji je standardni Pokemon. Ponyta evoluira u Rapidasha na 40. razini. Ponyta se može uhvatiti u Pokemon Diamondu i Pearl.

## Tehnike
| Prirodne tehnike                | Prirodne tehnike | Prirodne tehnike |
| ------------------------------- | ---------------- | ---------------- |
| Tehnika                         | Vrsta tehnike    | Razina           |
| Obaranje (Tackle)               | Normalni         |                  |
| Režanje (Growl)                 | Normalni         | 7                |
| Zamah repom (Tail Whip)         | Normalni         | 10               |
| Žeravica (Ember)                | Vatreni          | 16               |
| Topot (Stomp)                   | Normalni         | 19               |
| Vatreni vrtlog (Fire Spin)      | Vatreni          | 25               |
| Rušenje (Take Down)             | Normalni         | 28               |
| Okretnost (Agility)             | Psihički         | 34               |
| Vatrena eksplozija (Fire Blast) | Vatreni          | 38               |
| Odskok (Bounce)                 | Leteći           | 44               |
| Vatreni bljesak (Flare Blitz)   | Vatreni          | 48               |

## Statistike
| HP:      | 50 |  |
| Attack:  | 85 |  |
| Defense: | 55 |  |
| Special: | 65 |  |
| SpAtk:   | 65 |  |
| SpDef:   | 65 |  |
| Speed:   | 90 |  |

Statistika Special korištena je samo tijekom prve generacije; kasnije je podijeljenja na Special Attack i Special Defense statistike.

## U animiranoj seriji
Većina Pokémon u animiranoj seriji može govoriti nekom vrstom 'Poké-jezika' koji je u animeu predstavljen ponavljanjem Pokémonovog imena. Ponyta je iznimka; ne može uopće govoriti i može samo ispuštati zvuke kao i obični konji. Međutim, može normalno razumjeti i ljude i Pokémone.
Ponyta se prvi put pojavljuje u epizodi broj 33 "The Flame Pokémon-athon". U toj se epizodi Ponyta pojavljue i u Pokedexu. Ta je Ponyta pripadala Lari Laramie koja je vodila ranč Taurosa, a uz to je i trenirala za Pokémon utrku s Ponytom. Kao i obično, Tim Raketa je sve pokvario pa je Ash zamijenio Laru u utrci. Tijekom utrke Ponyta je evoluirala u Rapidasha i pobijedila na utrci.
Kao i konji u stvarnom svijetu, Ponyte se koriste za jahanje (unatoč njihovoj vatrenoj grivi).
Prije pojave Stantlera u Pokémon Gold i Silver, Djed Božičnjak je koristio Ponytu za vuču svojih saonica.